# District de Jihlava
Le district de Jihlava (en tchèque : okres Jihlava) est un des cinq districts de la région de Vysočina en Tchéquie. Son chef-lieu est la ville de Jihlava.

## Liste des communes
Le district compte 123 communes, dont 5 ont le statut de ville (město, en gras) et 9 celui de bourg (městys, en italique) :
Arnolec •
Batelov •
Bílý Kámen •
Bítovčice •
Bohuslavice •
Borovná •
Boršov •
Brtnička •
Brtnice •
Brzkov •
Cejle •
Cerekvička-Rosice •
Černíč •
Čížov •
Dlouhá Brtnice •
Dobronín •
Dobroutov •
Dolní Cerekev •
Dolní Vilímeč •
Doupě •
Dudín •
Dušejov •
Dvorce •
Dyjice •
Hladov •
Hodice •
Hojkov •
Horní Dubenky •
Horní Myslová •
Hostětice •
Hubenov •
Hybrálec •
Jamné •
Jersín •
Jezdovice •
Ježená •
Jihlava •
Jihlávka •
Jindřichovice •
Kalhov •
Kaliště •
Kamenice •
Kamenná •
Klatovec •
Kněžice •
Knínice •
Kostelec •
Kostelní Myslová •
Kozlov •
Krahulčí •
Krasonice •
Lhotka •
Luka nad Jihlavou •
Malý Beranov •
Markvartice •
Měšín •
Milíčov •
Mirošov •
Mrákotín •
Mysletice •
Mysliboř •
Nadějov •
Nevcehle •
Nová Říše •
Olšany •
Olší •
Opatov •
Ořechov •
Otín •
Panenská Rozsíčka •
Panské Dubenky •
Pavlov •
Plandry •
Polná •
Puklice •
Radkov •
Rančířov •
Rantířov •
Řásná •
Řídelov •
Rohozná •
Rozseč •
Růžená •
Rybné •
Sedlatice •
Sedlejov •
Šimanov •
Smrčná •
Stáj •
Stará Říše •
Stonařov •
Strachoňovice •
Střítež •
Suchá •
Svojkovice •
Švábov •
Telč •
Třešť •
Třeštice •
Urbanov •
Ústí •
Vanov •
Vanůvek •
Vápovice •
Velký Beranov •
Větrný Jeníkov •
Věžnice •
Věžnička •
Vílanec •
Volevčice •
Vyskytná nad Jihlavou •
Vysoké Studnice •
Vystrčenovice •
Záborná •
Zadní Vydří •
Žatec •
Zbilidy •
Zbinohy •
Zdeňkov •
Ždírec •
Zhoř •
Zvolenovice •

## Principales communes
Population des principales communes du district au 1er janvier 2024 et évolution depuis le 1er janvier 2023 :
| Jihlava           | 53 986 | en augmentation |
| Třešť             | 5 815  | en augmentation |
| Telč              | 5 185  | en diminution   |
| Polná             | 5 230  | en diminution   |
| Brtnice           | 3 897  | en augmentation |
| Luka nad Jihlavou | 3 130  | en augmentation |
| Batelov           | 2 443  | en augmentation |
| Kamenice          | 1 991  | en augmentation |
| Dobronín          | 1 906  | en diminution   |
| Kněžice           | 1 402  | en diminution   |